# Methanomethylovorans
Methanomethylovorans (лат.) — род архей из семейства Methanosarcinaceae порядка Methanosarcinales.  Methanomethylovorans - это род микроорганизмов с семействомMethanosarcinaceae.[Этот род был впервые описан в 1999 году. Виды в нем, как правило, живут в пресноводной среде, включая рисовые поля, пресноводные отложения и загрязненную почву. Они производят метан из метанола, метиламинов, диметилсульфида и метаноэтиола. За исключением M. thermophila, которая имеет оптимальную температуру роста 50 °C, эти виды амезофилы и не имеют тенденцию расти при температурах выше 40 °C.[

## Классификация
На июнь 2017 года в род включают 3—4 вида:
- Methanomethylovorans hollandica Lomans et al. 2004typus
- Methanomethylovorans thermophila Jiang et al. 2005
- Methanomethylovorans uponensis Cha et al. 2014
- Methanomethylovorans victoriae — отсутствует в LPSN